# Rho Herculis
Désignations

ρ Her A : HD 157779, HR 6485, SAO 66001
Rho Herculis (ρ Her / ρ Herculis) est une étoile binaire de la constellation d'Hercule. Les magnitudes apparentes des deux composantes valent respectivement 4,510 et 5,398. Les mesures de parallaxe faites par Hipparcos mettent le système à environ 390 années-lumière (121 parsecs) de la Terre.
Les deux étoiles de Rho Herculis sont séparées par quatre secondes d'arc et sont appelées respectivement Rho Herculis A et B. A est une étoile géante de type A, tandis que B est une étoile sous-géante de type B. Elles sont plus rarement appelées Rho1 Herculis et Rho2 Herculis.